# Jessica Mauboy

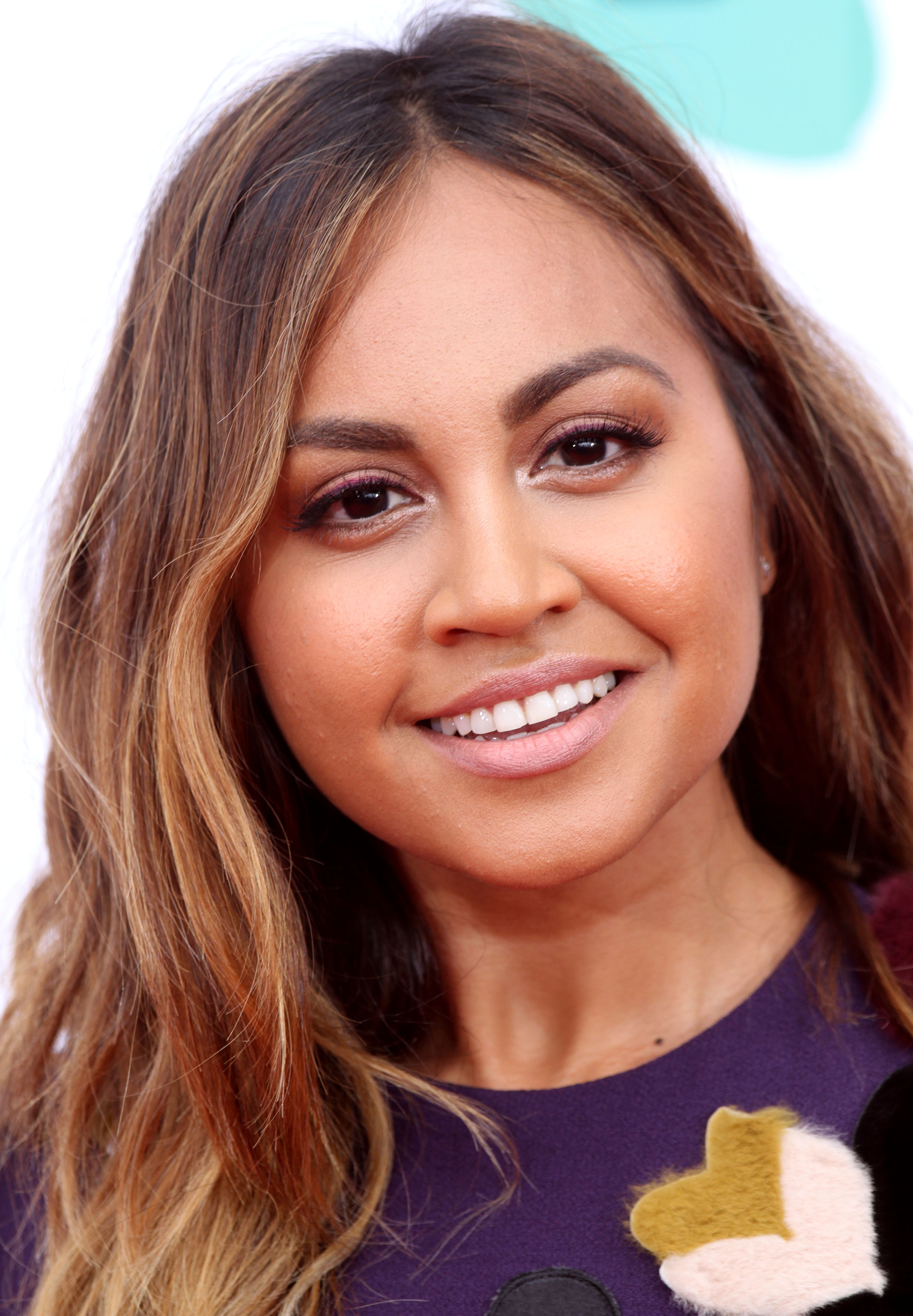
Jessica Mauboy (2014)

Jessica Hilda Mauboy (* 4. August 1989 in Darwin) ist eine australische R&B-Sängerin und Schauspielerin, die als Finalistin der vierten Staffel von Australian Idol im Jahr 2006 bekannt wurde: Sie belegte Platz 2 hinter Damien Leith. Sie ist Mitglied der australischen Girlgroup Young Divas.
Nach Australian Idol hat sie zwei Soloalben veröffentlicht, die in Australien mit Gold bzw. Platin ausgezeichnet wurden. Ihre Singles waren in Australien auch sehr erfolgreich, darunter der Nummer-eins-Hit Burn von 2009. Für ihren Durchbruch und Erfolg wurde sie mit insgesamt zwei ARIA Awards, den wichtigsten nationalen Musikpreis, ausgezeichnet. Im Jahr 2012 spielte sie eine der Hauptrollen in der Musicalverfilmung The Sapphires.
Jessicas Vater kommt vom indonesischen Westtimor (Teunbaun, Westamarasi), ihre Mutter stammt von den australischen Ureinwohnern ab.

## 2006:Australian Idol
Im Jahr 2006 bewarb sich Mauboy für die vierte Staffel von Australian Idol in Alice Springs. Ihr Auftritt mit dem Lied I Have Nothing von Whitney Houston gefiel der Jury und den Fans so sehr, dass sie zum Publikumsliebling wurde und den Einzug ins Halbfinale mühelos schaffte. Während der Staffel sang Mauboy viele verschiedene Pop- und R&B-Lieder wie Crazy in Love, Butterfly und When You Believe.

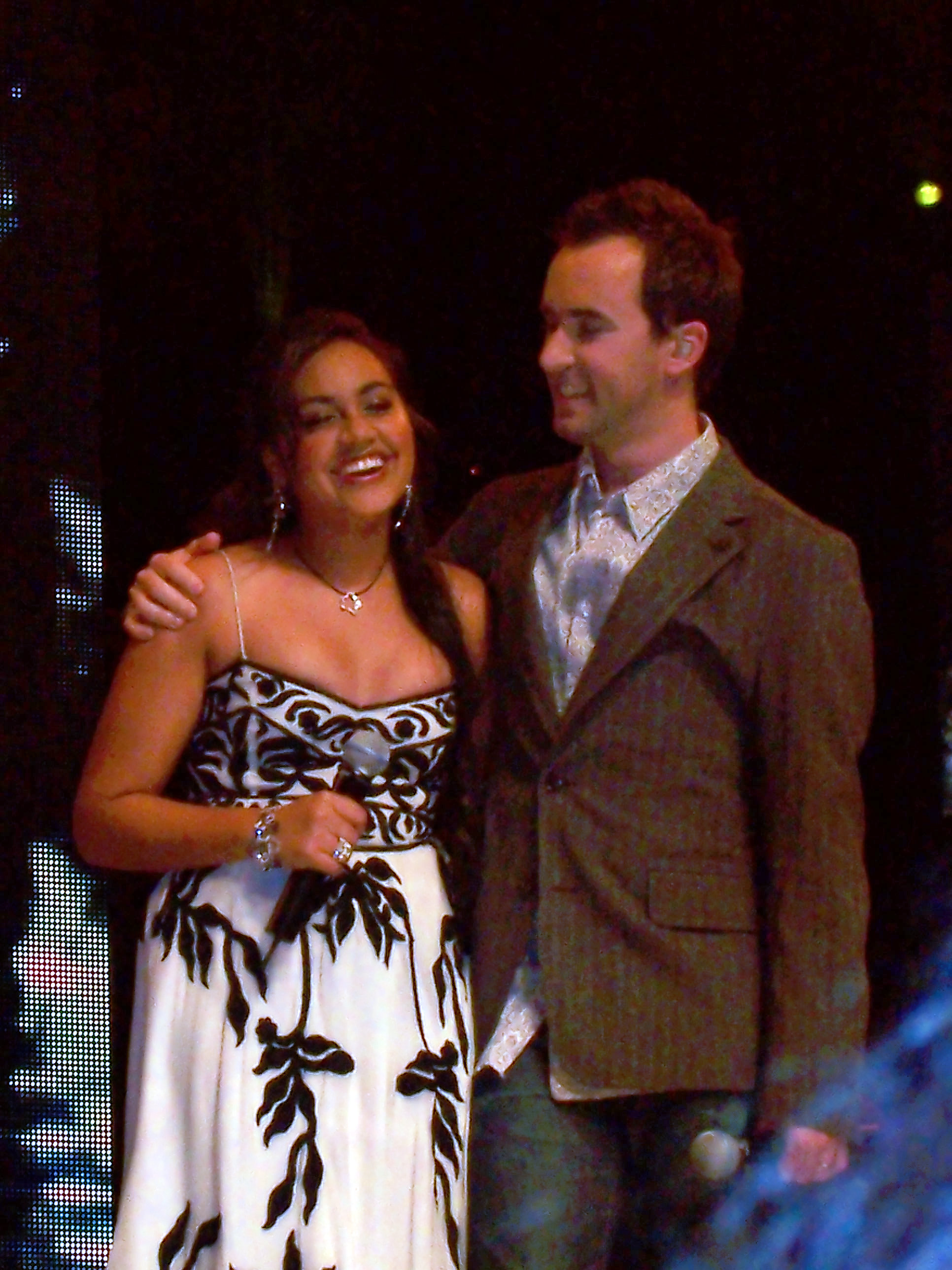
Jessica Mauboy und Damien Leith kurz vor der Entscheidung

Am 27. November 2006 sang Mauboy mit dem zweiten Finalisten Damien Leith im Finale im Sydney Opera House. Am Ende verlor Jessica das Finale gegen Leith und wurde Zweite.

### Auftritte und Ergebnisse
| Woche         | Thema                          | Lied                                       | Originalinterpret                             | Ergebnis        |
| ------------- | ------------------------------ | ------------------------------------------ | --------------------------------------------- | --------------- |
| Audition      | eigenes Lied                   | I Have Nothing                             | Whitney Houston                               | direkt weiter   |
| Theaterwoche  | erstes Solo                    | Impossible                                 | Christina Aguilera                            | direkt weiter   |
| Theaterwoche  | Gruppenauftritt                |                                            |                                               | direkt weiter   |
| Theater Woche | zweites Solo                   | Soar                                       | Christina Aguilera                            | direkt weiter   |
| Top 24        |                                | I Wanna Dance with Somebody (Who Loves Me) | Whitney Houston                               | direkt weiter   |
| Top 12        | Kandidatenwahl                 | Stickwitu                                  | Pussycat Dolls                                | gesichert       |
| Top 11        | Rock                           | Walk Away                                  | Kelly Clarkson                                | sicher          |
| Top 10        | Nummer-eins-Hits               | Beautiful                                  | Christina Aguilera                            | sicher          |
| Top 9         | Geburtsjahr                    | Another Day in Paradise                    | Phil Collins                                  | indirekt weiter |
| Top 8         | Disco                          | On the Radio                               | Donna Summer                                  | sicher          |
| Top 7         | Acoustic                       | Have You Ever?                             | Brandy                                        | sicher          |
| Spezial       | Up Close & Personal            | What the World Needs Now                   | Burt Bacharach & Hal David                    | direkt weiter   |
| Top 6         | Rock Swings                    | Crazy in Love                              | Beyoncé Knowles                               | sicher          |
| Top 5         | Aria Hall of Fame              | Words                                      | Bee Gees                                      | sicher          |
| Top 4         | Zuschauerwahl                  | Butterfly Karma                            | Mariah Carey Alicia Keys                      | sicher          |
| Top 3         | Jurywahl Contestant’s Choice   | When You Believe To Sir, with Love         | Mariah Carey & Whitney Houston Lulu           | sicher          |
| Finale        | Kandidatenwahl Gewinner-Single | Impossible Together Again Night of My Life | Christina Aguilera Janet Jackson Damien Leith | zweiter Platz   |

## Musik und Schauspielkarriere

### 2006–2008:The JourneyundNew Attitudemit den Young Divas
Am 10. Dezember 2006, zwei Wochen nach dem Finale von Australian Idol, unterschrieb Mauboy einen Plattenvertrag bei Sony BMG. Denis Handlin von Sony BMG gab bekannt, dass Mauboys Debütalbum Mitte 2007 veröffentlicht wird. Am 24. Dezember 2006 sang Mauboy When a Child Is Born und Mariah Careys All I Want for Christmas Is You bei dem Carols-by-Candlelight-Event in Melbourne. Am 24. Februar 2007 veröffentlichte Mauboy ihr Debütalbum The Journey, ein Live-Album mit ihren Idol-Auftritten, in Australien. Das Album debütierte auf Platz vier in den australischen Albumcharts und wurde mit Gold für über 35.000 verkaufte Exemplare ausgezeichnet. Am 1. März 2007 hatte Mauboy einen Auftritt in der Channel-Seven-Sendung Sunrise. Sie sang Beautiful. Sie nahm das Lied Right Up Higher auf, welches das Intro der Sendung The Catch-Up ist. Im April 2007 war Mauboy in der Werbung für Head & Shoulders zu sehen.
Am 26. September 2007 wurde Mauboy nach langen Spekulationen Mitglied der Girlgroup Young Divas. Mauboy kam für Ricki-Lee Coulter in die Gruppe. Das Debütalbum der Gruppe wurde im Juni 2007 veröffentlicht. Die erste Young-Divas-Single Turn Me Loose wurde am 17. November 2007 veröffentlicht und debütierte auf Platz 21 der australischen Charts, später erreichte die Single Platz 15. Das zweite Studioalbum der Gruppe (und das erste mit Mauboy) New Attitude wurde eine Woche später am 24. November veröffentlicht und debütierte auf Platz 10. Das Album wurde später mit Gold ausgezeichnet, es wurde Mauboys zweites Goldalbum. Am 28. März 2008 sollte die zweite Single Turn Me Loose von New Attitude veröffentlicht werden, aber dazu kam es nicht. Im Juni 2008 sang Mauboy beim Indonesian Idol die Lieder Crazy in Love und Sempurna. Am 24. August 2008 verließ Mauboy die Girlgroup Young Divas nach nur einem Jahr, um sich auf ihre Solokarriere zu konzentrieren.

### 2008–2009:Been Waiting

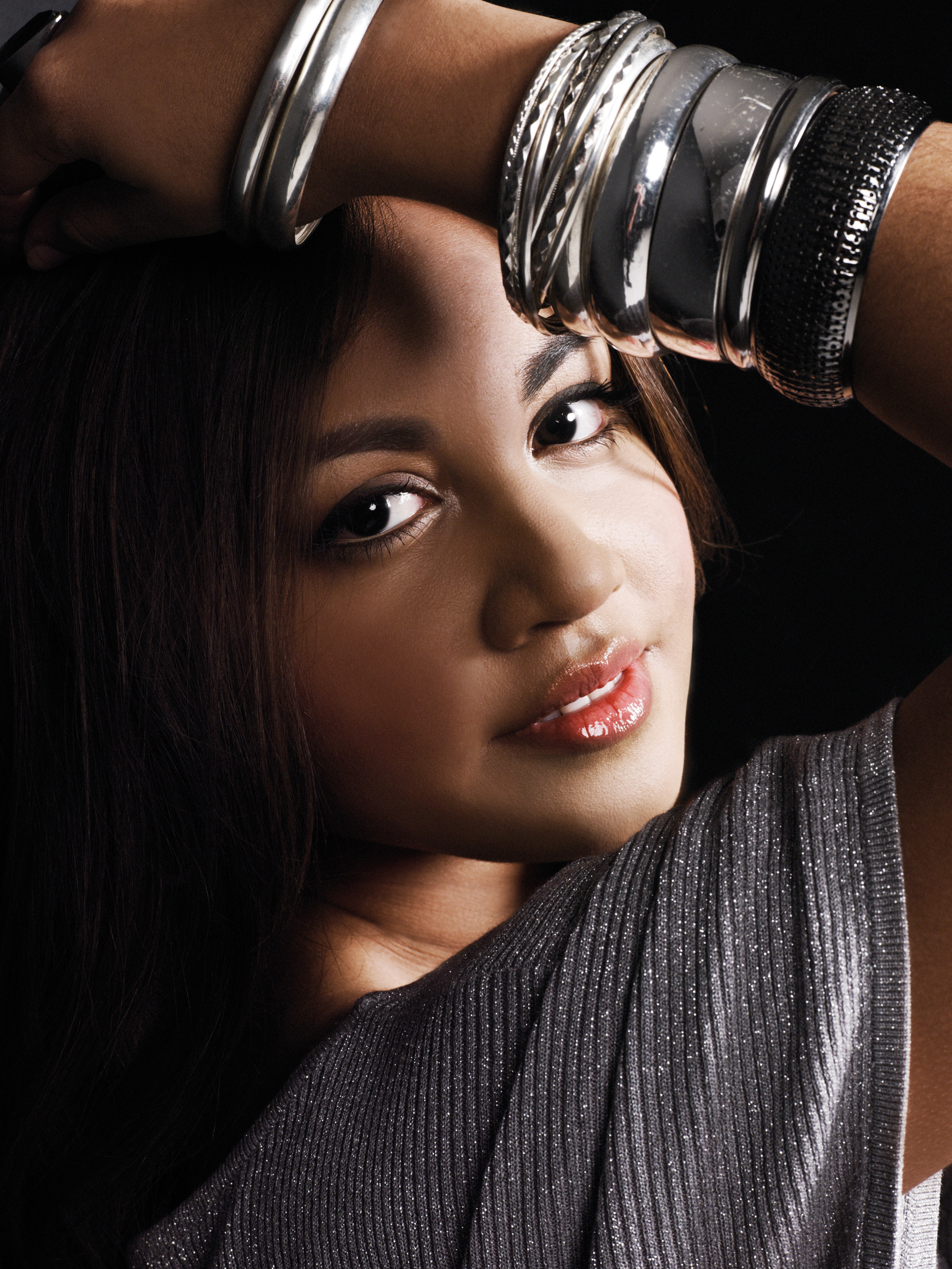
Jessica Mauboy (2009)

Im Sommer 2008 begann Mauboy mit den Arbeiten an ihrem ersten Studioalbum Been Waiting. Mauboys Debüt-Solo-Single Running Back wurde am 23. September 2008 in Australien veröffentlicht und erreichte Platz 3 der Charts. Die Single wurde mit Doppel-Platin für über 140.000 verkaufte Exemplare ausgezeichnet.
Ihr Debütalbum Been Waiting wurde am 22. November 2008 veröffentlicht und erreichte Platz 11 der Albumcharts. Das Album wurde mit Platin ausgezeichnet.
Mauboys zweite Single Burn wurde am 6. Dezember 2008 veröffentlicht und debütierte auf Platz 30, nach 7 Wochen erreichte das Lied Platz 1 der ARIA Charts und wurde Mauboys erster Nummer-eins-Hit in Australien. Die Single erreichte nach einiger Zeit Platin-Status und stand über 20 Wochen in den australischen Top Ten. Ihre nächsten vier Singles erreichten alle Topplatzierungen in den australischen Charts, Let Me Be Me wurde mit Gold ausgezeichnet.
Zusammen mit dem US-amerikanischen Rapper Flo Rida trat Jessica vom 15. bis 24. September 2009 als Opening Act beim australischen Teil von Beyoncés I Am… Tour auf.
Am 8. Oktober 2009 wurde Jessica für sieben Kategorien bei den ARIA Awards nominiert: Highest Selling Single (Burn & Running Back), Highest Selling Album, Best Pop Release, Breakthrough Artist Single (Running Back), Breakthrough Artist Album & Best Female Artist.
Mauboy sang Burn bei den ARIA Awards am 26. November 2009, sie konnte nur die Auszeichnung für die Kategorie Highest Selling Single für Running Back gewinnen.

### 2010–2012: Filme undGet ’Em Girls

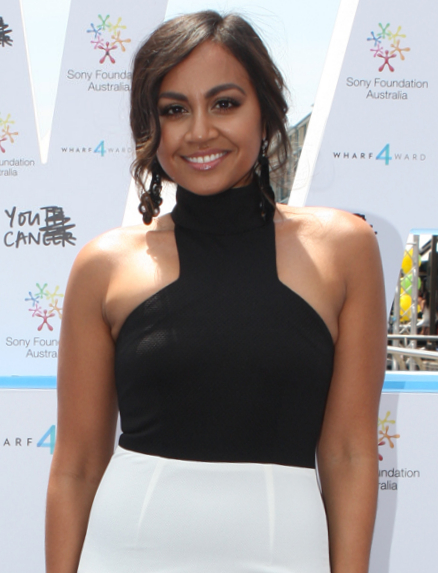
Jessica Mauboy (2012)

Anfang 2010 spielte Mauboy die Hauptrolle im Film-Musical Bran Nue Dae. Regie führte Rachel Perkins, Mauboy spielte neben anderen Stars wie Ernie Dingo, Geoffrey Rush, Missy Higgins und Deborah Mailman. Der Film kam am 14. Januar 2010 in die australischen Kinos.
Ab März 2010 arbeitete Mauboy an ihrem zweiten Studioalbum Get ’Em Girls, welches am 5. November 2010 in Australien veröffentlicht wurde. Mauboy schrieb Lieder und nahm sie in den USA zusammen mit Iyaz und Jay Sean auf. Der Titelsong des Albums erreichte Platz 19 der Charts und wurde sehr kritisiert. Die Single erhielt keine Auszeichnung. Mit ihrer zweiten Single aus dem Album, Saturday Night mit US-Rapper und -Sänger Ludacris, landete Mauboy einen Smash-Hit. Das Lied debütierte auf seiner höchsten Position auf Platz 7 der australischen Singlecharts und wurde mit Doppel-Platin für über 140.000 verkaufte Exemplare ausgezeichnet. Das Album Get ’Em Girls debütierte auf Platz 6 und wurde ihr zweites Top-Ten-Album. Es wurde mit Gold ausgezeichnet.
Am 12. August 2011 wurde die Deluxe Edition des Albums veröffentlicht. Es enthält fünf neue Lieder und Remixes der Hit-Singles Saturday Night, What Happened to Us und Inescapable. Am 22. August 2011 stieg das Album neu auf Platz 9 der Albumcharts ein und verbrachte erneut einige Wochen in den Top 50 der Charts. Am 28. Oktober 2011 veröffentlichte sie die fünfte Single des Albums, Galaxy mit dem australischen Popsänger Stan Walker. Das Lied erreichte Platz 13 und wurde mit Platin ausgezeichnet.
Im Jahre 2012 spielte Mauboy die Rolle der Julie McCrae im australischen Musikfilm The Sapphires, der auf dem gleichnamigen australischen Musical aus dem Jahr 2004 basiert. Regie führte Wayne Blair, Mauboy spielte neben anderen Stars wie Deborah Mailman, Shari Sebbens und Miranda Tapsell. Mauboy nahm 15 Lieder für den Soundtrack zu dem Film auf, der Platz 1 erreichte und mit Platin ausgezeichnet wurde. Die erste Single des Albums Gotcha erreichte Platz 43 und wurde mit Gold ausgezeichnet.

### 2013–heute:Beautifulund Eurovision

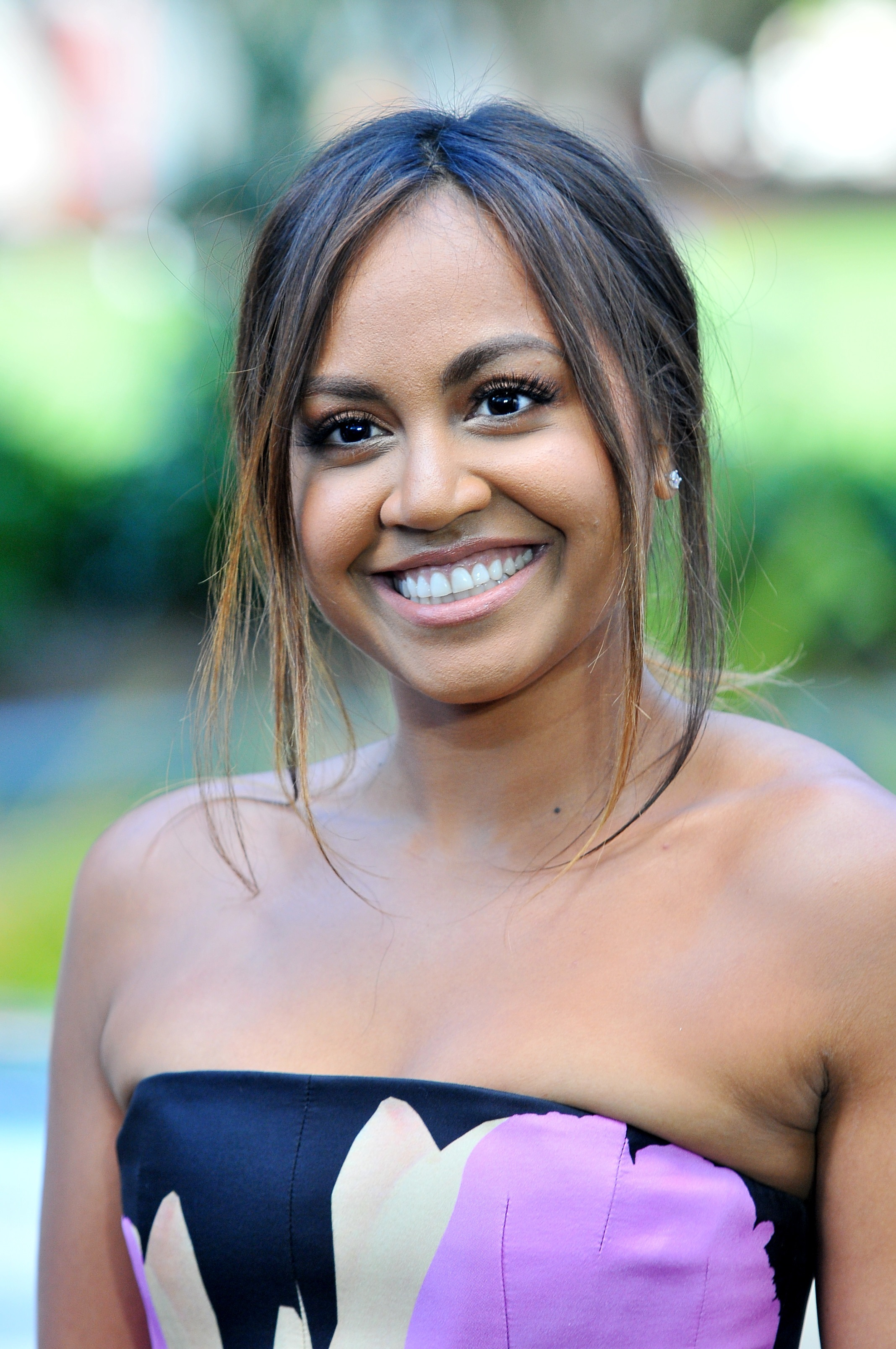
Jessica Mauboy (2013)

Im Februar 2013 wurde bekannt, dass Mauboys Version von Etta James’ Something’s Got a Hold on Me als Titellied der National Rugby League Saison 2013 benutzt wird. Das Lied wurde am 27. Februar als eine Single veröffentlicht und erreichte Platz 26 der ARIA Charts.
Mauboys drittes Studioalbum Beautiful wurde am 4. Oktober veröffentlicht und debütierte auf Platz 3 der ARIA Albums Charts. Es wurde somit ihr bisher höchstplatziertes Album. Die erste Singleauskopplung To the End of the Earth wurde am 17. Juli veröffentlicht, erreichte Platz 21 der ARIA Charts und wurde mit Gold ausgezeichnet. Am 27. September wurde die zweite Singleauskopplung des Albums Pop a Bottle (Fill Me Up) veröffentlicht. Sie debütierte auf Platz 2 und wurde mit Platin ausgezeichnet. In den neuseeländischen Charts debütierte das lied auf Platz 33 und führte somit zu ihrem zweiten internationalen Erfolg. Der Titeltrack des Albums, Beautiful, wurde als dritte Single veröffentlicht und erreichte Platz 46 der ARIA Charts.
Während des zweiten Halbfinals des Eurovision Song Contest 2014 durfte sie ihre Single Sea of Flags singen, allerdings nicht als Teilnehmerin, sondern als Interval-Act. Damit ist sie die erste Solokünstlerin außerhalb Europas, die beim Wettbewerb als Gast auftrat.
Beim Eurovision Song Contest 2018 vertrat sie ihr Heimatland, nachdem dies am 11. Dezember 2017 bekanntgegeben wurde. Mit dem Lied We Got Love erreichte sie dabei den 20. Platz im Finale.

## Einflüsse
Laut ihrer Familie listet Mauboy Michael Jackson, Lady Gaga, Beyoncé Knowles, Christina Aguilera, Whitney Houston und Mariah Carey als ihre musikalischen Einflüsse und Vorbilder auf, ihre Lieblingslieder sind My All, Anytime You Need s Friend, Poker Face, Butterfly und Hero. Mauboy experimentierte bereits mit vielen Musikstilen und entdeckte auch Country für sich, Dolly Parton und Patsy Cline sind Jessicas Country-Vorbilder.

## Diskografie
Studioalben

| Jahr | Titel         | Höchstplatzierung, Gesamtwochen, AuszeichnungChartsChartplatzierungen (Jahr, Titel, Platzierungen, Wochen, Auszeichnungen, Anmerkungen) | Anmerkungen                             |
| Jahr | Titel         | AU | Anmerkungen                             |
| ---- | ------------- | --- | --------------------------------------- |
| 2008 | Been Waiting  | AU11 ×2Doppelplatin · (59 Wo.)AU | Erstveröffentlichung: 17. November 2008 |
| 2010 | Get ’Em Girls | AU6 Platin · (19 Wo.)AU | Erstveröffentlichung: 5. November 2010  |
| 2013 | Beautiful     | AU3 Platin · (29 Wo.)AU | Erstveröffentlichung: 4. Oktober 2013   |
| 2019 | Hilda         | AU1 (11 Wo.)AU | Erstveröffentlichung: 18. Oktober 2019  |
| 2024 | Yours Forever | AU10 (1 Wo.)AU | Erstveröffentlichung: 9. Februar 2024   |

## Tourneen
Eigene Tourneen
- 2012: Galaxy Tour (mit Stan Walker)
- 2013–2014: To the End of the Earth Tour

Vorgruppe
- 2009: I Am… Tour von Beyoncé Knowles
- 2011: F.A.M.E. Tour von Chris Brown

## Filmografie
- 2010: Bran Nue Dae
- 2012: The Sapphires

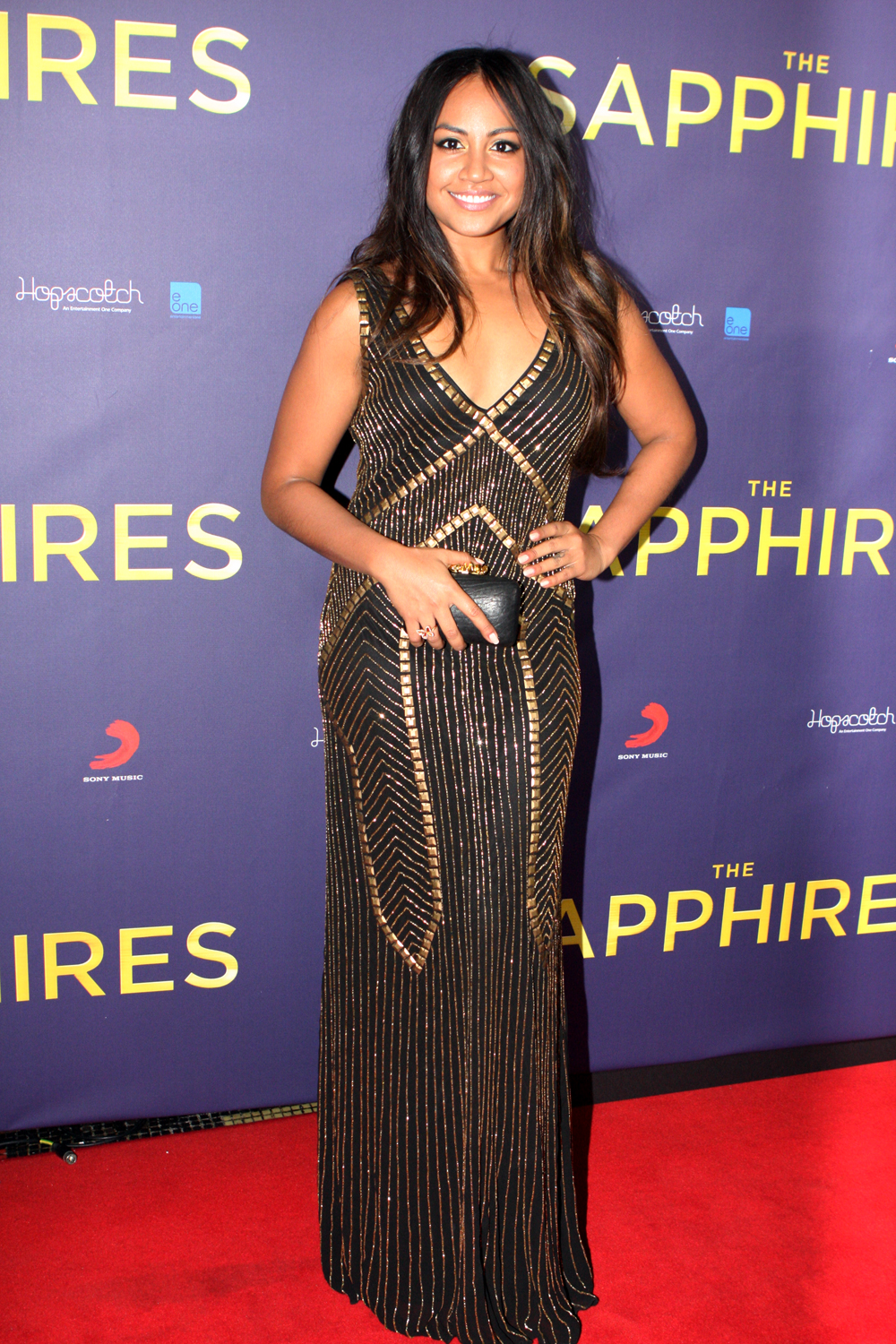
Mauboy bei der australischen Premiere von The Sapphires im August 2012.

- 2016–2017: The Secret Daughter (Fernsehserie, 12 Folgen)
- 2024: Windcatcher

## Auszeichnungen
Am 8. Oktober 2009 wurde Mauboy für sieben Kategorien bei den ARIA Awards nominiert: Highest Selling Single (Burn & Running Back), Highest Selling Album, Best Pop Release, Breakthrough Artist Single (Running Back), Breakthrough Artist Album & Best Female Artist. Mauboy sang Burn bei den ARIA Awards am 26. November 2009, sie konnte nur die Auszeichnung für die Kategorie Highest Selling Single für Running Back gewinnen.
Bei den ARIA Awards 2011 wurde Mauboy für Highest Selling Single (Saturday Night) und Most Popular Australian Artist nominiert.
Bei den ARIA Awards 2012 wurde Mauboy für Best Female Artist, Best Pop Release (Gotcha) und Song of the Year (Galaxy) nominiert.
Bei den ARIA Awards 2013 wurde Mauboy als beste weibliche Künstlerin des Jahres ausgezeichnet.